# Max Friedmann
Max Friedmann (14. dubna 1864 Beschitza – 23. srpna 1936 Vídeň) byl rakouský podnikatel, průmyslník a politik, na počátku 20. století poslanec Říšské rady, v poválečném období poslanec rakouské Národní rady. Byl mimo jiné spolumajitelem továrny Friedmann-Knoller vyrábějící v letech 1904 až 1910 automobily.

## Biografie
Narodil se v obci Beschitza v Banátu. Vychodil národní školu a gymnázium. Vystudoval technickou vysokou školu. Působil jako továrník a průmyslník. Byl prezidentem hospodářské Centrály pro živnosti, obchod a průmysl. Zasedal v předsednictvu Jednoty německo-rakouského průmyslu. Angažoval se v politice jako člen německých politických stran.
Na počátku 20. století se zapojil i do celostátní politiky. Ve volbách do Říšské rady roku 1911 získal mandát v Říšské radě (celostátní zákonodárný sbor) za obvod Dolní Rakousy 3. Usedl do poslanecké frakce Německý národní svaz, do které se sloučily německé konzervativně-liberální a nacionální politické proudy. Ve vídeňském parlamentu setrval až do zániku monarchie. V roce 1911 se profesně uvádí jako továrník.
V letech 1918–1919 zasedal jako poslanec Provizorního národního shromáždění Německého Rakouska (Provisorische Nationalversammlung), nyní za Německou nacionální stranu (DnP). Pak od 4. března 1919 do 9. listopadu 1920 byl poslancem Ústavodárného národního shromáždění Rakouska, jako stranicky nezařazený poslanec.